# Vivir (álbum de David Bustamante)
Vivir es el octavo álbum de estudio del cantante español, David Bustamante. Se lanzó el 23 de septiembre de 2014 bajo el sello de Universal music. Fue número 1 en ventas y disco de oro en su primera semana de lanzamiento.[cita requerida]

## Antecedentes y promoción
Incluye composiciones del propio Bustamante así como de otros artistas como Luis Fonsi, Noel Schajris, Rafa Vergara, Vicky Echeverri, Pablo Manresa, Pablo López o Claudia Brant, entre otros. Fue grabado en México durante la primavera del mismo año y fue masterizado posteriormente en Los Ángeles. El trabajo de cuerdas se realizó en Nueva York.[cita requerida]
El primer sencillo del disco es el tema «Feliz», una canción positiva que promueve una filosofía de vida alegre y esperanzadora. En España el tema alcanzó el puesto número 2 de las canciones originales más descargadas en la lista oficial que elabora Promusicae.[cita requerida] El videoclip de la canción fue rodado en el Pueblo Español de Barcelona y en él aparece la actriz Ariadna Cabrol, conocida por la película Sólo se vive una vez, éxito de la industria del cine en Bollywood. 
El segundo sencillo es el tema que da nombre al disco: «Vivir», es una balada romántica compuesta por los compositores españoles Rafa Vergara y Pablo Manresa junto a la compositora colombiana Vicky Echeverri.

## Listado de canciones
| N.º | Título                 | Escritor(es)                                                | Duración |  |
| 1.  | «Feliz»                | David Bustamante, Claudia Brant, Justin Grey, Noel Schajris | 3:30     |  |
| 2.  | «Me arrepiento»        | José Abraham, Carlos Matarí, Noelia Sánchez                 | 3:11     |  |
| 3.  | «Miento»               | Carlos Matarí, Noelia Sánchez                               | 3:55     |  |
| 4.  | «Ya no puedo esperar»  | Claudia Brant, Luis Fonsi, Noel Schajris                    | 3:44     |  |
| 5.  | «Vuelvo a equivocarme» | Miguel Linde                                                | 3:34     |  |
| 6.  | «Vivir»                | Rafael Vergara, Pablo Manresa, Vicky Echeverri              | 3:50     |  |
| 7.  | «Castígame»            | Pablo López, David Bustamante                               | 3:24     |  |
| 8.  | «A partir de hoy»      | Claudia Brant, Yoel Henríquez                               | 3:20     |  |
| 9.  | «Necesito»             | David Bustamante                                            | 4:03     |  |
| 10. | «Los amigos»           | Alejandro Montalbán, Manuel Ramos                           | 4:10     |  |

## Listas

### Semanales
| Listas (2014)          | Mejor posición |
| ---------------------- | -------------- |
| España Top 100 álbumes | 1              |

## Certificaciones
| País   | Organismo certificador | Certificación | Ventas certificadas | Ref              |
| ------ | ---------------------- | ------------- | ------------------- | ---------------- |
| España | PROMUSICAE             | Platino       | 40 000              | [cita requerida] |